# Curt Vading
Curt Georg Edmund Vading, född 14 november 1908 i Nyköpings västra församling, Södermanlands län, död 18 september 2002 i Djursholm, Danderyds församling, Stockholms län, var en svensk inredningsarkitekt.
Vading, som var son till disponent Georg Vading och Signe Westerberg, utexaminerades från Högre Konstindustriella Skolan 1934. Han var anställd av AB Vadings i Nyköping 1934–1944, anställdes av AB Harald Westerberg i Stockholm 1944, av Nordiska Kompaniet 1947, hos arkitekterna Axel Grönwall och Ernst Hirsch 1954 och bedrev egen konsulterande verksamhet från 1957. Han utförde inredningsarbeten till bland annat Stockholms polishus, infektionssjukhuset i Örebro, Falu lasarett, Västerås centrallasarett och Skövde kulturhus. Han var lärare vid Nyköpings yrkesskola 1937–1940, ledamot av Varudeklarationsnämndens specialavdelning för möbler 1953–1963 och kassaförvaltare i Svenska inredningsarkitekters riksförbund 1952–1956. Curt Vading är begravd på Djursholms begravningsplats.